# Лефка Ори
Лефка Ори (на гръцки: Λευκά Όρη) е планинска верига простираща се в западната част на остров Крит, Гърция, в дем Ханя. В превод името означава „Бялата планина“, тъй като върховете ѝ целогодишно блестят в бяло – до късна пролет заради снега, а през лятото и есента заради цвета на варовика, доломита и гранита, от които са изградени преобладаващо скалите ѝ. Друго местно наименование, с което е позната, е Мадарас (от критски диалект μαδάρες – „плешив“, „лишен от растителност“).
Най-високият връх в Лефка е Пахнес с височина 2453 m н.в., което я нарежда на второ място по височина на Крит веднага след планината Ида, която я надвишава само с 3 метра. Общо над 30 върха на Лефка са с височина над 2000 m като са напълно голи откъм растителност заради състава на почвата, който не задържа вода и по този начин не позволява да вирее тук каквата и да било флора. Затова пейзажът, който предлагат тези планински върхове, е единствен по рода си в Европа – пустинен.
Южната част от масива е прорязана от над 50 живописни дълбоки клисури с излаз към морето, най-известна от които е Самария – една от най-дългите (16 km) клисури в Европа. Всички те са с тектонски произход.
На източните разклонения на планината се намира сладководното езеро Курна.
Поради своята недостъпност Лефка винаги е служила като убежище на критската съпротива срещу нашествениците на острова. В дълбоките и тесни ждрела, предлагащи много скривалища, местните жители се отбраняват последователно срещу венецианците, османците и германците по време на Втората световна война.